# Archäologisches Nationalmuseum Tarent
Das Archäologische Nationalmuseum von Tarent (italienisch Museo Archeologico Nazionale di Taranto abgekürzt MArTA) wurde 1887 gegründet und befindet sich in der „Città Nuova“ („Neue Stadt“) im ehemaligen, im 18. Jahrhundert gebauten Kloster San Pasquale von Baylon. Der Archäologe, Gründer und Leiter des Museums, Luigi Viola, wollte daraus ein Museum der Magna Graecia machen. Inzwischen werden jedoch hauptsächlich archäologische Funde aus Tarent und Apulien ausgestellt.
Das Museum beherbergt eine der bedeutendsten archäologischen Sammlungen Süditaliens und eine der größten Artefaktsammlungen der Magna Graecia mit dem berühmten Gold von Tarent, dem hellenistischen Schmuck aus Gräbern Süditaliens.
Das in Qualität und historischer Bedeutung bemerkenswerte Material ist in drei Abteilungen gegliedert:
- Die topographische Sektion im Hochparterre wird für befristete Ausstellungen genutzt.
- Die griechisch-römische Abteilung im ersten Stockwerk ist der aristokratischen Gesellschaft Tarents gewidmet.
- Die prähistorische Abteilung im zweiten Stockwerk enthält Ausstellungsstücke aus der ganzen Region Apulien vom Paläolithikums bis zur Bronzezeit.

Hauptanziehungspunkt der Ausstellung und Beweis der glanzvollen Vergangenheit während der Magna Graecia ist der Bereich, der dem mythischen Taras gewidmet ist.
In den ersten zwei Ausstellungsräumen befinden sich Statuen aus von der Insel Paros importiertem weißem Marmor: eine würdevolle Kore aus dem 5. Jahrhundert v. Chr., ein Haupt Aphrodites, ein Meisterwerk hellenistischer Zeit, eine Statue der Weisheitsgöttin Athene, ein Haupt des Herakles aus griechisch-römischer Zeit, eine Bronzestatue des Zeus aus Ugento (Lecce) und der Körper einer Nymphe.
Der dritte Saal enthält Ausstellungsstücke aus römischer Zeit (1. Jahrhundert v. Chr.–1. Jahrhundert n. Chr.): Köpfe aus Caparo (Stein aus dieser Gegend), Mosaiken aus der Kaiserzeit und Inschriften von öffentlichen und privaten Gebäuden.
Ab dem vierten Saal sind Funde aus den Nekropolen in Tarent ausgestellt: ein innen vollkommen ausgemalter archaischer Sarkophag, eine Kline, Giebel und Balken von Häuserfassaden.
Eine chronologische Keramiktour von der Gründung Tarents bis zur Archaik führt durch weitere Ausstellungsräume, darunter sind Keramiken aus Korinth, die exportiert wurden und hauptsächlich aus Grabausstattungen stammen. Die rosaroten, mit schwarzen Darstellungen aus der Mythologie und der Athletik versehenen Tonvasen stammen aus den archaischen Nekropolen. Von großer Bedeutung ist die Sammlung der Goldgegenstände (Haarnadeln, Schminkeschachteln, Spiegel usw.).
Unter den ausgestellten Funden befinden sich:
- eine Sammlung von Keramiken aus Nekropolen: Pferd aus Bronze, Aryballos, Skyphos des Theseus-Malers und drei Kylikes,
- Grabausstattungen: Kylix mit Gorgomaske, Kylix des Fischmalers,
- Juwelen aus Gold mit kostbarem Diadem, Kronen, Ohrringe mit Anhänger,
- das Ostrakon Mappa di Soleto.

## Bibliografie
- Quintino Quagliati: Il Museo Nazionale di Taranto. Istituto Poligrafico dello Stato, Roma 1932
- Ettore M. De Juliis, D. Loiacono: Taranto. Il Museo Archeologico. Mandese Editore, Milano 1988